# Samantha Mathis
Samantha Mathis (Brooklyn, Nova York., Estats Units, 12 de maig de 1970) és una actriu estatunidenca. La seva mare, Bibi Besch, i la seva àvia Gusti Huber, són totes dues conegudes actrius austríaques.

## Biografia
Els seus pares es van divorciar quan tenia dos anys, i la seva mare va obtenir la custòdia. Es van traslladar a Los Angeles quan tenia cinc anys. Encara que la seva mare li va desaconsellar llançar-se a l'ofici d'actriu, decideix fer cursos de teatre des dels 12 anys. Quan era petita, el seu primer paper com a actriu va ser un anunci de publicitat per a productes per a nadons.
La primera sèrie de televisió de Mathis va ser l'any 1988 quan va obtenir el paper de la filla de Merlin Olsen en la producció Aaron's Way que només va durar dos mesos. Se la troba a continuació en el repartiment secundari d'una altra sèrie dramàtica, Knightwatch.
El primer llargmetratge de Mathis va ser Pump Up the Volume (1990) al costat del seu company de l'època a la pantalla i privadament, Christian Slater. La seva actuació com a companya insolent d'una operadora de ràdio aficionada va donar una excel·lent primera impressió del seu talent.
Les dues van unir les seves forces de nou quan van posar les seves veus als personatges principals de la llegenda animada, FernGully: The Last Rainforest (1992). El paper de Mathis com a Princesa Daisy segrestada a Super Mario Bros. (1993) va ser menys atractiu.
Passa al paper de Miranda Presley a The Thing Called Love. L'any 1993, comença una relació amb River Phoenix, que havia conegut en el rodatge de The thing called love. Es trobava amb ell quan va morir d'una sobredosi el 31 d'octubre de 1993. Per la pressió de la premsa, marxa a Londres a rodar el film Jack and Sarah.
Va tornar a Amèrica i va rodar diversos films, al costat de grans noms com Christian Slater o John Travolta (Terry Carmichael al film d'acció Broken Arrow (1996)). Després de la defunció de la seva mare, es va retirar del món del 7è art durant un temps
L'any 2000, el film American Psycho marca la seva tornada a la pantalla. Obté el mateix any altres papers més o menys importants, com el d'Olivia Goodspeed a la sèrie Lost.
Va fer un càsting l'any 2013 per interpretar el paper d'Alice Calvert a la sèrie de CBS Under the dome.
És vegetariana.

## Filmografia

### Cinema
- 1989: Forbidden Sun de Zelda Barron: Paula
- 1990: Rebel·lió a les ones (Pump Up the Volume) d'Allan Moyle: Nora Diniro
- 1992: This Is My Life de Nora Ephron: Erica Ingels
- 1992: FernGully: The Last Rainforest de Bill Kroyer: Crysta (veu)
- 1993: Super Mario Bros. (Super Mario Bros.) d'Annabel Jankel i Rocky Morton: Princessa Daisy
- 1993: La música de la casualitat de Philip Haas: Tiffany
- 1993: The Thing Called Love de Peter Bogdanovich: Miranda Presley
- 1994: Donetes (Little Women) de Gillian Armstrong: Amy March (adulta)
- 1995: En Jack i la Sarah (Jack and Sarah) de Tim Sullivan: Amy
- 1995: How to Make any American Quilt de Jocelyn Moorhouse: Sophia Darling Richards (jove)
- 1995: The American President de Rob Reiner: Janie Basdin
- 1996: Broken Arrow de John Woo: Terry Carmichael
- 1996: Museum of Love de Christian Slater: Stephanie
- 1998: Waiting for Woody de Grant Heslov: Gail Silver
- 1998: Sweet Jane de Joe Gayton: Jane
- 1999: Harsh Realm (sèrie TV) de Chris Carter: Sophie Green
- 2000: The Simian Line de Linda Yellen: Mae
- 2000: American Psycho de Mary Harron: Courtney Rawlinson
- 2000: Atraction de Russell DeGrazier: Corey
- 2004: El castigador (The Punisher) de Jonathan Hensleigh: Maria Castle
- 2005: Fathers and Sons de Rodrigo García, Jared Rappaport i Rob Spera: Jenny
- 2005: Kids in America de Josh StolbergStolberg: Jennifer Rose
- 2006: Believe in Me de Robert Collector: Jean Driscoll
- 2009: The new daughter: Cassandra Parker
- 2010: Buried: Linda Conroy
- 2012: Atles Shrugged: Part II de John Putch: Dagny Taggart
- 2013: Affluenza de Kevin Asch: Bunny Miller

### Televisió
- 2001: The Mists of Avalon, d'Uli Edel: Reina Ginebra
- 2002: La 13a dimensió, episodi 30: A la llum
- 2004: Salem's Lot de Mikael Salomon
- 2005: Touched de Timothy Scott Bogart: Jeannie Bates
- 2006: Somnis i Malsons (episodi Quartet a cinc): Karen Evans
- 2006: Dr House: Maria - a l'episodi Clueless
- 2007: A Stranger's Heart: Callie Morgan - Telefilm
- 2007: Lost: Olivia - a l'episodi The Man Behind the Curtain
- 2008: Grey's Anatomy: Melinda - a l'episodi Wish You Were Here (estació 5)
- 2010: Unanswered Prayers: Lorrie Beck
- 2011: Curb Your Enthusiasm: Donna (Hero S08E06)
- 2013: Under the Dome: Alice Calvert
- 2015 - 2016: The Strain: Justine Feraldo